# Dincklage (Adelsgeschlecht)

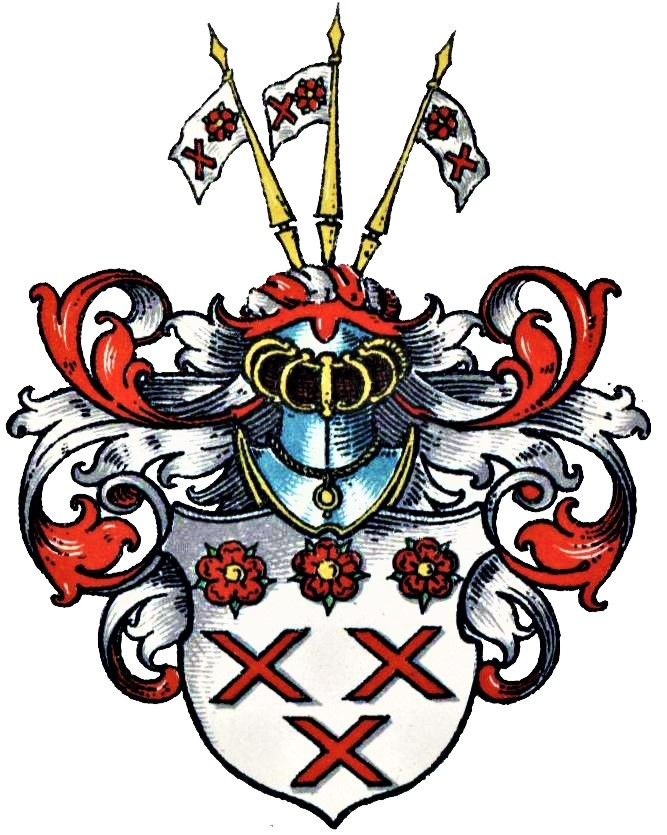
Wappen derer von Dincklage

Dincklage ist der Name eines westfälischen Uradelsgeschlechts mit gleichnamigem Stammhaus im heutigen Landkreis Vechta.

## Geschichte
Das Geschlecht stammt aus der Region Vechta. Es erscheint urkundlich erstmals 1231 mit Johannes de Thinclage, mit dem auch die Stammreihe beginnt. Mitglieder der Familie lassen sich 1231 im Umfeld der Grafen von Ravensberg nachweisen. In Dinklage hatte sie die Ortsherrschaft inne und ließen dort spätestens im 14. Jahrhundert den heute  Ferdinandsburg genannten Burgsitz erbauen. Diese wurde 1374 von ihrem Landesherrn Bischof Florenz von Wevelinghoven zerstört. Als Folge einer Erbteilung entstanden um 1400 mehrere neue Sitze. Die Herbordsburg ging 1560 an die Eigentümer der Hugoburg über. Die  Dietrichsburg kam 1587 an die Familie von Ledebur. Bischof Christoph Bernhard von Galen erwarb zwischen 1664 und 1667 alle Besitzungen der Familie im Hochstift Münster, um damit das münstersche Erbkämmereramt der Familie von Galen auszustatten. Daraus entstand die Herrlichkeit Dinklage. Diese kleine Herrschaft kam 1827 an das Großherzogtum Oldenburg. Außerdem waren Angehörige der Familie vom 15. bis zum 19. Jahrhundert Burgmannen zu Quakenbrück.
Am 12. Januar 1844 erfolgte die hannoversche Genehmigung zur Führung des Freiherrntitels für den Drosten Wilhelm von Dincklage zu Malgarten und seine Brüder Ernst August, Forstmeister zu Vörden und Hermann auf Campe, sowie deren Vetter Otto von Dincklage auf Schulenburg.
Zu überregionaler politischer Bedeutung gelangte das Geschlecht durch den Entschluss des Drosten Johann von Dincklage auf Hopen, in seiner Amtszeit (1540–1549) Franz von Waldeck bei der Einführung des Luthertums im Amt Vechta behilflich zu sein. Erst im 17. Jahrhundert wurde die Herrschaft des katholischen Lagers im Amt Vechta im Zuge der Gegenreformation nachhaltig stabilisiert, und zwar maßgeblich durch das Wirken von Vertretern der Familie von Galen.
Die Familie besteht aus zwei Zweigen, Schulenburg und Campe. Der Sitz der Dincklage (Schulenburg) war bis zum Verkauf durch Clemens Freiherrn von Dincklage 1906 die Schulenburg (Badbergen), der Sitz der Dincklage (Campe) ist seit 1695 das Gut Campe im nördlichen, katholisch geprägten Emsland. Die in Campe residierenden Herren aus dem Geschlecht von Dincklage sind katholisch, die Angehörigen des Zweiges Schulenburg waren bzw. sind evangelisch. Seit dem 2. Oktober 1921 besteht ein Geschlechtsverband.

## Wappen

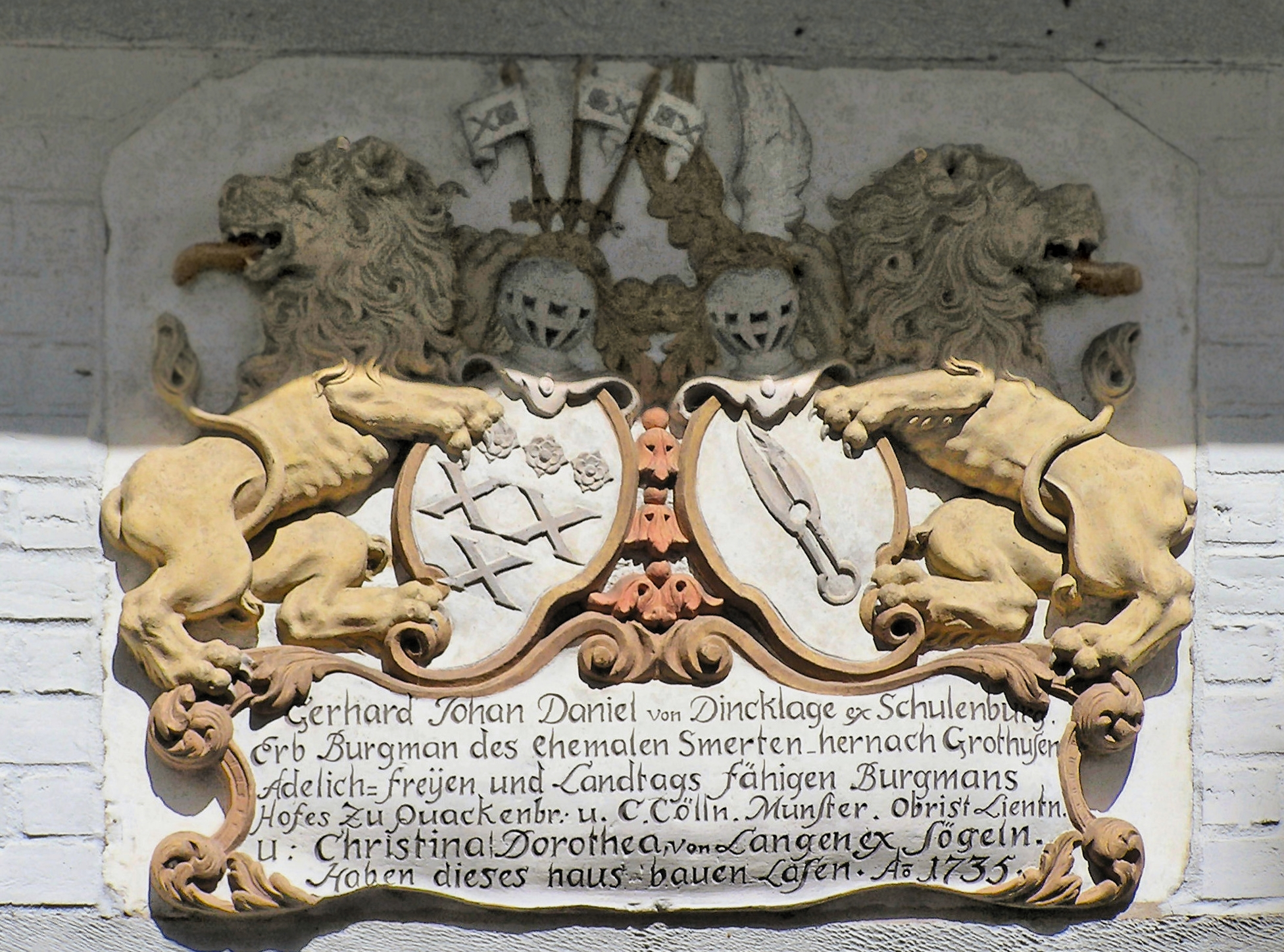
Wappen der Dincklage (links) in Quakenbrück

Das Wappen zeigt in Silber balkenweise drei goldbesamte fünfblättrige rote Rosen, darunter drei (2:1) rote liegende Schragen (Andreaskreuze). Auf dem Helm mit rot-silbernen Decken ein Kranz von abwechselnd roten Rosen und roten Schragen, daraus fächerartig drei silberne Fähnchen an Turnierlanzen, je belegt mit einer Rose und einem Schragen.

## Bekannte Familienmitglieder
- Agnes von Dincklage (1882–1962), Leiterin der Landfrauenschule Obernkirche des Reifensteiner Verbandes (1918–1949)
- Amalie „Emmy“ von Dincklage-Campe (1825–1891), deutsche Romanschriftstellerin
- Clara von Dincklage-Campe (1829–1919), deutsche Schriftstellerin
- Ferdinand von Dincklage (1839–1906), deutscher Reichsgerichtsrat
- Franz Wilhelm von Galen zu Assen und Dincklage (1648–1716), Erbkämmerer (erwähnt hier)
- Friedrich von Dincklage-Campe (1839–1918), preußischer Generalleutnant und Schriftsteller
- Georg August von Dincklage (1730–1788), königlich-großbritannischer und kurfürstlich-hannoverscher Generalmajor
- Karl von Dincklage (1871–1952), Intendant des großherzoglich-mecklenburgischen Hoftheaters und der Hofkapelle